# Kim Ryeo-wook
Kim Ryeo-wook (김려욱?, 金厲旭?, Gim Ryeo-ukLR, Kim RyŏukMR; Incheon, 21 giugno 1987) è un cantante, attore, compositore e ballerino sudcoreano, membro attuale della boy band Super Junior e delle sue sotto-unità Super Junior-M e Super Junior-KRY.
Insieme ad altri quattro membri dei Super Junior, è tra i primi artisti provenienti dalla Corea del Sud ad apparire sui francobolli postali della Cina.
Kim Ryeo-wook fu scoperto nel 2004 durante il CMB Youth ChinChin Festival, immediatamente dopo il quale ha firmato un contratto con l'etichetta discografica SM Entertainment. Kim è stato sottoposto ad un allenamento specifico nella recitazione, nella danza e nel canto, specificandosi in quest'ultimo e nella composizione musicale.

## Carriera

### 2005–presente: Super Junior
Kim Ryeo-wook è stato il penultimo membro ad unirsi alla boy band Super Junior, prima del compagno Kyuhyun, e non fu aggiunto al gruppo fino a poche settimane prima del loro debutto ufficiale, nel 2005.
Il 6 novembre 2005, Kim Ryeo-wook ha debuttato insieme agli altri 11 membri dei Super Junior 05 nel programma televisivo del canale SBS Popular Songs, cantando il primo singolo del gruppo TWINS (Knock Out). Un mese più tardi il gruppo ha pubblicato il suo primo album studio, che ha debuttato direttamente in terza posizione nella classifica mensile di album K-Pop MIAK. Dopo la pubblicazione del secondo singolo del gruppo, Miracle, fu aggiunto il tredicesimo membro ed il gruppo prese il nome definitivo di Super Junior, eliminando il suffisso "05" ad indicare l'anno. L'estate del 2006 fu un periodo di svolta per la boy band, che pubblicò il suo primo CD singolo, U, raggiungendo le prime posizioni nelle classifiche musicali della madrepatria. Nell'autunno del 2007 fu pubblicato il secondo album studio dei Super Junior, Don't Don, che presto divenne l'album più venduto del gruppo, oltre che il secondo più venduto dell'anno in Corea del Sud.
Nel tardo 2006, Kim Ryeo-wook divenne membro della prima sotto-unità dei Super Junior, Super Junior-K.R.Y, un trio che ha debuttato il 5 novembre dello stesso anno nel programma Music Bank, del canale televisivo KBS. All'inizio del 2008 fu la volta del suo piazzamento nei Super Junior-M, terzo sottogruppo dei Super Junior creato appositamente per sfondare nel mercato cinese cantando canzoni in cinese, principalmente cover in lingua delle canzoni di successo del gruppo principale. I Super Junior-M sono stati il primo gruppo internazionale nell'industria musicale cinese ad avere membri sia cinesi che sudcoreani. La boy band, composta da sette membri, ha debuttato in Cina l'8 aprile 2008, durante gli ottavi Annual Music Chart Awards, pubblicando lo stesso giorno il loro primo video musicale, U. Il loro primo album studio cinese è stato pubblicato il 2 maggio 2008, con il titolo Me. Esso ha debuttato in seconda posizione nella classifica G-music di Taiwan, ed ha ottenuto il primo posto in diverse altre classifiche musicali della Cina continentale e della Thailandia.

## Carriera da attore
Kim Ryeo-wook ha debuttato come attore nel film Attack on the Pin-Up Boys, commedia ambientata in una scuola superiore, nel quale egli interpreta l'eccentrico vicepresidente del consiglio studentesco. Grazie al ruolo interpretato in questo film, Kim Ryeo-wook è stato candidato come "Miglior Attore di Supporto" e "Miglior Esibizione Comica" ai Korean Movie Awards.

## Filmografia

### Drama televisivi
- Stage of Youth (青春舞台) – serie TV (2009)
- I Love Lee Taly (아이 러브 이태리) – serial TV, episodio 12 (2012)
- Producer (프로듀사) - serie TV, episodio 9 (2015)

### Film
- Kkonminam yeonswae tereosageon (꽃미남 연쇄 테러사건), regia di Lee Kwon (2007)
- I AM., regia di Choi Jin-seong (2012)
- SMTown: The Stage - (2015)

### Programmi televisivi
- Mystery 6 (미스터리 추적6) - programma televisivo (2006)
- Super Adonis Camp (미소년 합숙 대소동) - programma televisivo, episodio 8 (2006)
- Super Junior Mini-Drama (대결! 슈퍼주니어의 자작극) - programma televisivo (2006)
- Explorers of the Human Body (인체탐험대) - programma televisivo (2007-2008)
- We Got Married 1 (우리 결혼했어요) - reality show, episodio 50 (2009)
- Girls' Generation Goes to School (소녀 학교에 가다) - programma televisivo, episodi 2, 4, 6, 8 (2009)
- You Hee-Yeol's Sketchbook (유희열의 스케치북) - programma televisivo, episodi 58, 67, 71, 115, 305, 341 (2010, 2011, 2016)
- Infinite Challenge (무한도전) - programma televisivo, episodio 210 (2010)
- Radio Star (황금어장 라디오스타) - programma televisivo, episodi 155, 463 (2010, 2016)
- Oh! My School (오! 마이 스쿨) - programma televisivo, episodio 6 (2010)
- Super Junior's Foresight (슈퍼주니어의 선견지명) - programma televisivo (2010-2011)
- We Got Married (우리 결혼했어요) - reality show, episodi 104 (2011)
- Strong Heart - programma televisivo, episodio 92 (2011)
- Sistar & LeeTeuk's Hello Baby - programma televisivo, episodio 1 (2011)
- Immortal Songs: Singing the Legend (불후의 명곡 - 전설을 노래하다) - programma televisivo, episodi 55-63, 71-72 (2012)
- Hello Counselor 1 (안녕하세요 시즌1) - programma televisivo, episodi 85, 131, 190, 261 (2012, 2013, 2014, 2016)
- Weekly Idol (주간 아이돌) - programma televisivo, episodi 60-61, 444-445, 464, 489-490 (2012, 2020)
- The Ultimate Group (最强天团) - programma televisivo, episodio 1 (2014)
- Star Flower (별바라기) - programma televisivo, episodio 12 (2014)
- Exo 90:2014 - programma televisivo, episodio 1 (2014)
- Music Bank (뮤직뱅크) - programma televisivo, episodi 754, 821-823 (2014, 2016)
- A Song For You 3 - programma televisivo, episodi 14-15, 24 (2014)
- Super Junior-M's Guest House (슈퍼주니어M의 게스트하우스) - programma televisivo, episodi 1-2, 4-12 (2014-2015)
- Human Condition (인간의 조건) - programma televisivo, episodi 86-88 (2014)
- Super Junior's One Fine Day (슈퍼주니어의 어느 멋진 날) - programma televisivo, episodio 1 (2014)
- Running Man (런닝맨) - programma televisivo, episodio 233 (2015)
- Ch. Girl's Generation (채널 소녀시대) - programma televisivo, episodi 1-2 (2015)
- M Countdown (엠카운트다운) - programma televisivo, episodi 435, 439, 453, 461-462 (2015, 2016)
- The Friends in Switzerland (THE 프렌즈 in 스위스) - programma televisivo (2015)
- Be the Idol (唱游天下) - programma televisivo, episodio 1 (2015)
- Bongmyeon ga-wang (미스터리 음악쇼 복면가왕) - programma televisivo, episodi 41-42, 194 (2016, 2019)
- Same Bed Different Dreams (동상이몽 괜찮아 괜찮아) - programma televisivo, episodio 38 (2016)
- The Boss is Watching (사장님이 보고있다) - programma televisivo (2016)
- Celebrity Bromance (꽃미남 브로맨스) - programma televisivo, episodi 9-12 (2016)
- SJ Returns: PLAY The Unreleased Video Clips! (슈주 리턴즈 미공개 영상 PLAY) - programma televisivo (2018)
- After Mom Goes to Sleep (엄마가 잠든 후에) - programma televisivo, episodio 54 (2018)
- Super Junior's Super TV 2 (슈퍼TV) - programma televisivo, episodi 11-12 (2018)
- A Song For You 5 - programma televisivo (2018)
- SJ Returns 2 (슈주 리턴즈2) - programma televisivo, episodi 25-46 (2018)
- Stage K (스테이지K) - programma televisivo, episodio 3 (2019)
- Video Star 2 (비디오스타) - programma televisivo, episodio 142 (2019)
- Neighborhood Album Season 2 (동네앨범 시즌 2) - programma televisivo (2019)
- SJ Returns 3 (슈주 리턴즈3) - programma televisivo (2019)
- Knowing Bros (아는 형님) - programma televisivo, episodi 200, 259 (2019, 2020)
- My Little Old Boy (미운 우리 새끼) - programma televisivo, episodio 160 (2019)
- Idol Room (아이돌룸) - programma televisivo, episodio 72 (2019)
- Hidden Track (히든트랙) - programma televisivo, episodio 3 (2019)
- Same Age Trainer (내 쌤은 동년배) - programma televisivo, episodi 1 (2019)
- PARTY B Weekly Show - programma online (2020)
- I Can See Your Voice 7 (너의 목소리가 보여) - programma televisivo, episodio 3 (2020)
- SJ Returns 4 (슈주 리턴즈 4) - programma televisivo (2020-2021)
- Idol Variety Corps Camp (아이돌 예병대 캠프) - programma televisivo, episodi 21-24 (2020)
- Amazing Saturday (놀라운 토요일) - programma televisivo, episodio 112 (2020)
- Dong Dong Shin Ki (동동신기) - programma televisivo, episodio 13 (2020)
- SJ News - programma web (2020)
- After_zzZ (아빠 안 잔다) - programma televisivo, episodio 8 (2020)
- Choi Shi Won's Fortune Cookie (최시원의 포춘쿠키) - programma televisivo, episodi 28, 35 (2020)
- IDOL VS. IDOL (SUPERJUNIORのアイドルVSアイドル) programma televisivo, episodi 17-20 (2020)
- Hidden Track 2 (히든트랙2) - programma televisivo, episodio 8 (2020)
- War of Famous Paintings (명화들의 전쟁) - programma web (2020)
- Season B Season (시즌비시즌) - programma televisivo, episodi 28-29 (2021)
- Point of Omniscient Interfere (전지적 참견 시점) - programma televisivo, episodi 144-145 (2021)
- Super Junior House Party Comeback Show (슈퍼주니어 컴백쇼) - programma televisivo (2021)
- I Can See Your Voice 8 (너의 목소리가 보여8) - programma televisivo, episodio 8 (2021)
- On Air: The Secret Contract (온에어: 비밀계약) - programma televisivo (2021)
- SJ Global (SJ 글로벌) - programma televisivo (2021)

### Teatro
- Gwang-yeomsonata (광염소나타) - Musical, J (2020-)

### Radio
- SBS 파워FM 최화정의 파워타임 (2020)